# Geotria australis
Geotria australis, conosciuto come lampreda dalla borsa, è un vertebrato acquatico privo di mascelle (Agnati), unico esponente del genere Geotria e della famiglia Geotriidae.

## Descrizione
La lampreda dalla borsa (Geotria australis), conosciuta anche come lampreda a sacca, è un pesce agnato appartenente alla famiglia Geotriidae. Questo organismo è notevole per la sua struttura anatomica primitiva, simile a quella delle prime vertebrate. Come altre lamprede, la lampreda dalla borsa è priva di mascelle e presenta un corpo allungato e cilindrico, con una pelle liscia priva di scaglie. Il suo nome deriva dalla caratteristica tasca o "borsa" situata sotto la testa dei maschi adulti, che si ritiene sia utilizzata per scopi riproduttivi. 

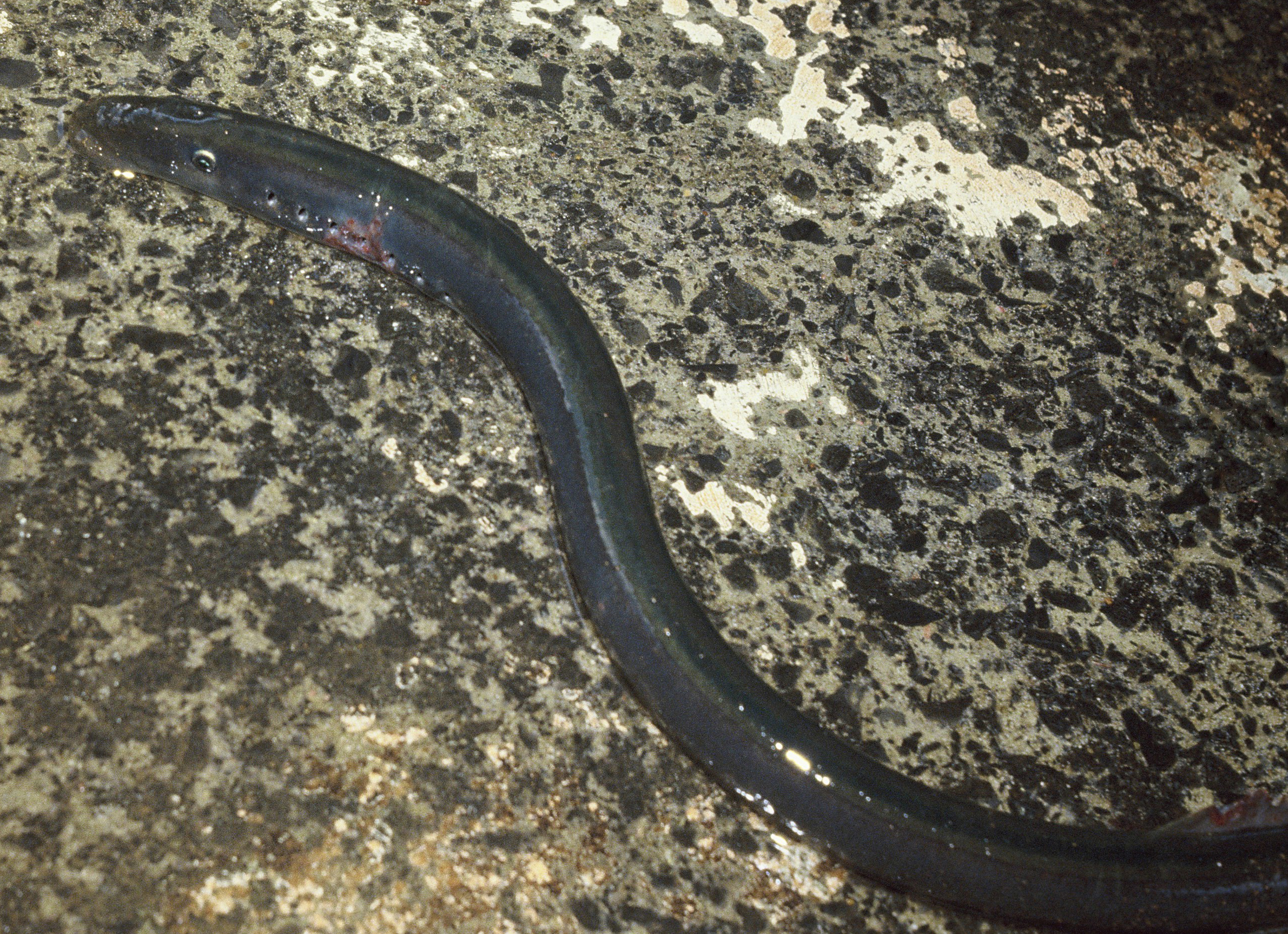
Lampreda dalla borsa a Northland, Nuova Zelanda

Anatomicamente, la lampreda dalla borsa presenta una bocca a forma di ventosa circondata da denti cornei, che utilizza per attaccarsi ai pesci ospiti e nutrirsi del loro sangue. Il suo scheletro è cartilagineo, mancando completamente di ossa calcificate. Il corpo è sostenuto da una notocorda, una struttura flessibile ma resistente che funge da supporto principale, caratteristica distintiva degli agnati. I suoi occhi sono ben sviluppati, adattati per la visione in ambienti acquatici poco illuminati. La lampreda possiede inoltre sette paia di aperture branchiali, che le permettono di respirare mentre è attaccata al suo ospite.
Le pinne sono ridotte, con una pinna dorsale situata verso la parte posteriore del corpo, che si continua con una pinna caudale, formando un'unica struttura continua che facilita il nuoto ondulatorio. Durante il ciclo vitale, le lamprede dalla borsa passano attraverso una metamorfosi significativa: le larve, note come ammoceti, vivono sepolte nei sedimenti fluviali e si nutrono di detriti organici per diversi anni prima di trasformarsi in adulti parassiti marini. La lampreda dalla borsa è distribuita prevalentemente nelle acque dolci dell'Australia meridionale, della Tasmania e della Nuova Zelanda, mostrando una notevole adattabilità a vari habitat acquatici.

## Distribuzione e habitat
Questa specie è diffusa nell'emisfero australe, precisamente in Australia sud-occidentale e sud-orientale, in Nuova Zelanda, e in Sudamerica (Argentina e Cile).

## Stile di vita
La larva di ammocete d'acqua dolce, o stadio larvale del ciclo di vita, ha un colore marrone opaco per la maggior parte della sua vita. Gli ammoceti rimangono in acqua dolce per circa quattro anni prima di sottoporsi a una metamorfosi di sei mesi, durante la quale cambiano colore diventando argentei con strisce blu-verdi. Il sistema nervoso centrale della lampreda tasca si sviluppa notevolmente durante la metamorfosi fino allo stadio di macropthalmia, caratterizzato da occhi grandi, con particolari aumenti nel volume delle aree visive del cervello. A questo punto migrano verso il mare.
Gli adulti trascorrono parte della loro vita in mare aperto, vivendo come parassiti su altri pesci. Si attaccano alle branchie o ai fianchi del pesce e raschiano i tessuti sottostanti. Gli adulti tornano in acqua dolce per riprodursi, trascorrendo fino a diciotto mesi maturando sessualmente prima di deporre le uova. È stato registrato che gli adulti vivono fino a 105 giorni dopo la deposizione delle uova, avvolgendosi intorno alle masse di uova per fornire cure parentali.

## Storia
Le lamprede dalla borsa sono una prelibatezza tradizionale dei Māori in Nuova Zelanda. I metodi tradizionali per catturare le lamprede includevano il disturbo delle lamprede mentre salivano le cascate e la loro cattura, oppure l'uso di utu piharau, che consisteva nel posizionare una diga attraverso i fiumi più grandi che conduceva a un hīnaki (trappola intrecciata). Alcuni utu piharau lungo il fiume Whanganui erano larghi più di 15 metri (49 piedi). Le lamprede con tasche erano ampiamente visibili in Nuova Zelanda a metà del XIX secolo e furono adottate come alimento dai coloni europei, a causa della storia delle lamprede come prelibatezze in Europa.